# Coreani a Taiwan
I coreani di Taiwan (in coreano 대만한교) sono le persone di origine o nazionalità coreana che vivono e lavorano a Taiwan (Repubblica di Cina): un censimento del 2005 ne ha registrati 3.454, il che rende la comunità coreana la venticinquesima per consistenza numerica fra le comunità straniere presenti sull'isola..

## Comunità coreana a Taiwan
Le prime notizie di coreani a Taiwan si hanno durante la dinastia Joseon, quando viene riferito di pescatori dispersisi in mare ed attraccati sull'isola: seppure questi ultimi si fossero stabiliti permanentemente a Taiwan, la percentuale di popolazione coreana era insignificante e tale rimase anche durante l'occupazione giapponese della penisola.

Solo dopo i Movimenti del Primo Marzo (e la conseguente crisi economica a cui la Corea andò incontro) l'emigrazione a Taiwan divenne un fenomeno di massa: molti coreani si stabilirono in città portuali, in particolare a Keelung, dove poterono continuare la loro attività di pescatori.
Dopo la fine del dominio giapponese, circa 1.300 soldati di etnia coreana che servivano l'Esercito Imperiale Giapponese, coadiuvati da 2.000 civili, organizzarono il proprio rimpatrio verso la terra natia, sicché nel 1946 in tutta l'isola rimanevano meno di 500 coreani.
L'avvento al potere del partito nazionalista Kuomintang comportò l'emanazione di normative assai rigide sui requisiti da possedere per risiedere a Taiwan: gli unici coreani che furono autorizzati a rimanere sull'isola furono gli ex-ufficiali e coloro i quali possedevano qualifiche che avrebbero potuto risultare utili alla comunità per la ricostruzione post-bellica, come ingegneri e muratori. Costoro fondarono, nel 1947, l'Associazione Coreani a Taiwan.

A causa della politica discriminatoria iniziata dal governo a favore dei pescatori locali, molti coreani che esercitavano tale mestiere decisero di abbandonarlo e darsi all'agricoltura od al commercio: a poco a poco, la comunità coreana tanto florida che si era formata a Keelung svanì, mentre nuove comunità coreane si formarono nelle aree metropolitane di Taipei e Kaohsiung.
Il 25 gennaio 1961 venne fondata a Kaohsiung la prima scuola taiwanese per sud-coreani, mentre un anno dopo venne fondata a Taipei la Korean School (Scuola Coreana): nel 2007, i due istituti contavano rispettivamente 22 e 50 iscritti.